# 가와이촌 (교토부)
가와이촌(일본어: 川合村)은 일본 교토부 아마타군에 있던 촌이다.

## 역사
- 1889년 4월 1일 - 정촌제 시행에 의해 6촌의 구역을 가지고 성립하였다.
- 1955년 3월 1일 - 호소미촌, 우바라촌이 합병해 미와촌이 성립, 동일 가와이촌은 폐지되었다.

## 참고문헌
- 角川日本地名大辞典 26 京都府